# Julio Llamazares
Julio Alonso Llamazares (Vegamián, Leão 28 de março de 1955) é um escritor e jornalista espanhol que nasceu no desaparecido povo leonês de Vegamián, onde seu pai Nemesio Alonso trabalhava como maestro nacional pouco dantes de que a localidade ficar inundada pela barragem de Porma.
Apesar de ter nascido acidentalmente em Vegamián, a sua família provém da vila leonesa de Mata de la Bérbula (também chamada La Matica), localizada na bacia do rio Curueño e cuja descrição consta do seu livro de viagens El río del olvido.

## Biografia
Depois da destruição da vila de Vegamián muda-se com sua família para a vila de Olleros de Sabero, na bacia carbonífera de Sabero. A infância em ambas as aldeias marca, futuramente, parte de sua obra.
Licenciado em Direito, abandonou o exercício da profissão para se dedicar ao jornalismo escrito, radiofónico e televisivo em Madrid onde reside actualmente.
Em 1983 começou a escrever Luna de lobos, o seu primeiro romance (1985), e em 1988 publicou La lluvia amarilla. Ambas foram finalistas do Prêmio Nacional de Literatura na modalidade de Narrativa. Outra obra sua é Escenas de cine mudo, de 1994.
Géneros em sua obra:
- A literatura de viagens: El río del olvido (1990. É a narração da viagem que realizou a pé pela ribeira do Curueño durante o verão de 1981), Trás-os-montes (1998) e Cuaderno del Duero (1999. Crónica da viagem ao longo das províncias que percorrem o rio e que nunca concluiu).
- O ensaio: El entierro de Genarín (1981) e Los viajeros de Madri, (1998)
- O artigo jornalístico: alguns recolhidos em livros como En Babia (1991) e Nadie escucha (1993), onde demonstrou que “o jornalismo é outra faceta da literatura, também faz parte do afã de contar”.

As obras de Julio Llamazares caracterizam-se pelo seu intimismo, o uso de uma linguagem precisa e o extraordinário cuidado nas descrições. Um claro exemplo é sua obra El cielo de Madrid, publicada no ano 2005.
Julio Llamazares afirma que a sua visão da realidade é poética. A sua forma de escrever está muito colada à terra, poderíamos dizer que é um escritor romântico no sentido original, que é o da consciência da divisão do homem com a natureza, da perda de uma idade de ouro fictícia porque nunca existiu.

## Obras
Narrativa
- Luna de lobos (1985), novela
- La lluvia amarilla (1988), novela
- Escenas de cine mudo (1994), novela
- En mitad de ninguna parte (1995), relatos
- Tres historias verdaderas (1998), relatos
- El cielo de Madrid (2005), novela
- Tanta pasión para nada (2011), relatos
- Las lágrimas de San Lorenzo (2013), novela. Finalista do Premio de la Crítica de Castilla y León.[1]
- Distintas formas de mirar el agua (2015), novela

Poesia
- La lentitud de los bueyes (1979)
- Memoria de la nieve (1982)

Ensaio
- El entierro de Genarín: Evangelio apócrifo del último heterodoxo español (1981).
- En Babia (1991), artículos de prensa
- En mitad de ninguna parte (1995), artículos de prensa
- Nadie escucha (1997), artículos de prensa
- Los viajeros de Madrid (1998), artículos de prensa
- Modernos y elegantes (2006), artículos de prensa
- Entre perro y lobo (2008), artículos de prensa

Viagens
- El río del olvido (1990)
- Trás-os-montes (1998)
- Cuaderno del Duero (1999)
- Las rosas de piedra (2008)

Guiões cinematográficos
- Retrato de un bañista (1984)
- Luna de lobos (1987)
- El techo del mundo (1995)
- Flores de otro mundo (1999)

Antologías
- Antología y voz: El búho viajero (2007)

## Prémios
- 1978: Prémio Antonio González de Lamba.
- 1982: Prémio Jorge Guillén.
- 1983: Prémio Ícaro.
- 1986: Finalista do Prémio Nacional de Literatura.
- 1988: Livro de Ouro da CEGAL.
- 1989: Finalista do Prémio Nacional de Literatura.
- 1992: Prémio de Jornalismo O Correio Espanhol-O povo basco.
- 1993: Prémio Nonino.
- 1994: Premeio Cardo D´Ouro.
- 1999: Prémio da Semana Internacional da Crítica no Festival Internacional de Cannes.